# Санта-Роза (хребет)
Санта-Роза (англ. Santa Rosa Mountains) — короткий горный хребет в группе Полуостровные хребты, которая в свою очередь входит в группу Береговых хребтов. Находится к востоку от долины Лос-Анджелеса и к северо-востоку от Сан-Диего, на юге штата Калифорния, США. Простирается примерно на 48 км вдоль западной стороны долины Коачелья, на территории округов Риверсайд, Сан-Диего и Империал. На севере Санта-Роза продолжается горным хребтом Сан-Хасинто.
Высшей точкой хребта является гора Торо (2657 м над уровнем моря), которая расположена в 35 км к югу от города Палм-Спрингс. Хребет является западной границей водосбора низины Солтон-Синк.